# 古巖淨苑

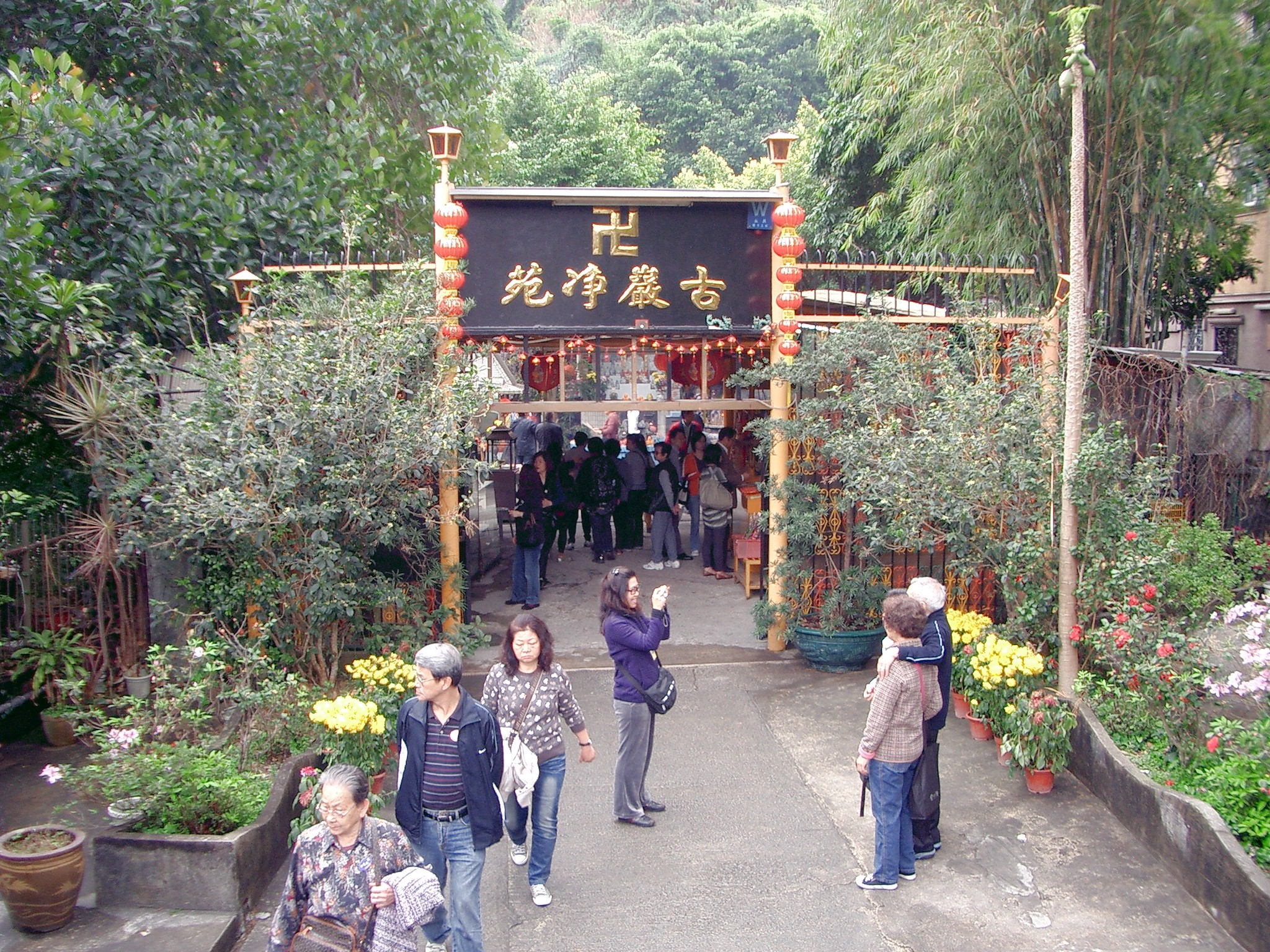
古巖淨苑的山門

古巖淨苑（Koon Ngam Ching Yuen）位於香港新界沙田大圍車公廟路1號，該苑於1951年創建。淨苑由自小追隨先師虛雲和尚的意昭法師，以虛雲的別號「古巖」為淨苑而命名。淨苑最核心的地方，是千佛寶殿，於1995年，意昭法師在寶殿四周牆壁上，加上四大菩薩以及五百羅漢像。
以釋智超方丈為團長，古巖淨苑的37人朝聖團在1980年6月25日，在中華人民共和國四川省成都市新都區寶光寺做了一小時佛教法事。

## 建築特式
所有建築物均埋藏在巖石綠樹叢林裡，與大自然混成一體。進入山門後，穿過販賣香燭貢品的櫃台，可見一處石巖旁的平原，從左至右的一排神龕供奉著：
- 泰國招財女神南卦的雕像龕；
- 荷花池塘裡供奉送子觀音的雕像；
- 「南無彌勒尊佛」的玻璃龕
  - 對聯：「大肚包容了卻人間多少事；滿腔歡喜笑開天地古今愁。」
- 「南無觀世音菩薩」的玻璃龕
  - 對聯：「法雨慈雲眾生受福；金輪寶蓮蓋兩戒長明。」
- 土地神的龕位
  - 橫額：「祥垂福降」，對聯：「土生五殼濟貧餒；地產金玉賜福人。」

山徑（證菩提道）有弦一法師的對聯：「徑路窄處留一步與人行；滋味濃時讓三分與人嚐。」，攀登山徑後，仍供奉據說是香港第一尊四面佛雕像。此雕像於一九八五年，由泰國的副僧王送贈給意昭法師。旁邊的『千佛寶殿』供奉五方佛；殿內有一座圓柱形的佛塔，頂部有五尊佛像，分別代表東、南、中、西、北的五方世界；即是東方世界阿閦佛；南方世界寶生佛；中央世界毘盧遮那佛；西方世界阿彌陀佛；北方世界成就佛。至於下方的圓柱形佛塔有千尊小佛像，取『千佛繞毘盧』之意。

## 圖庫

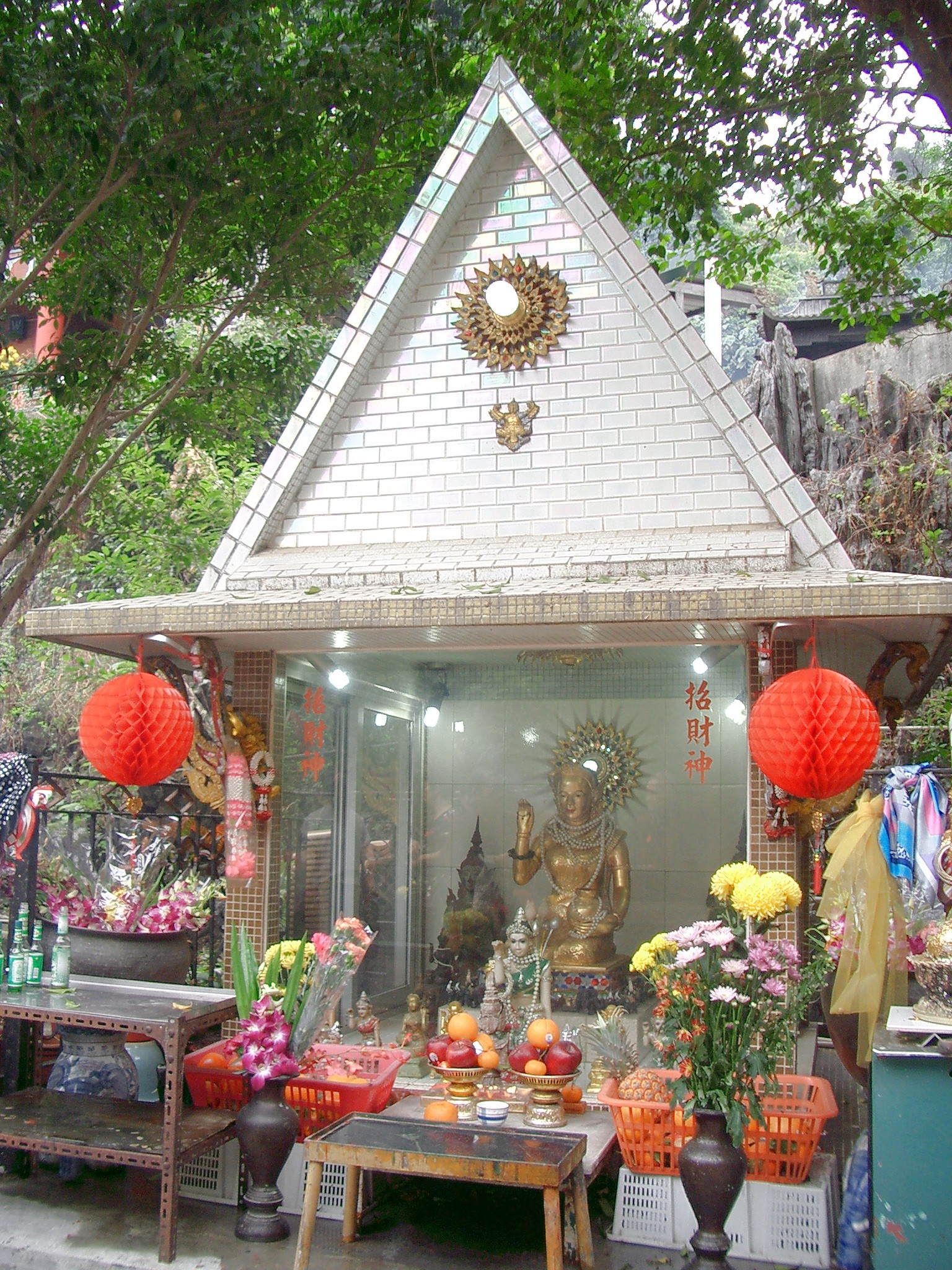
古巖淨苑的泰國招財女神南卦
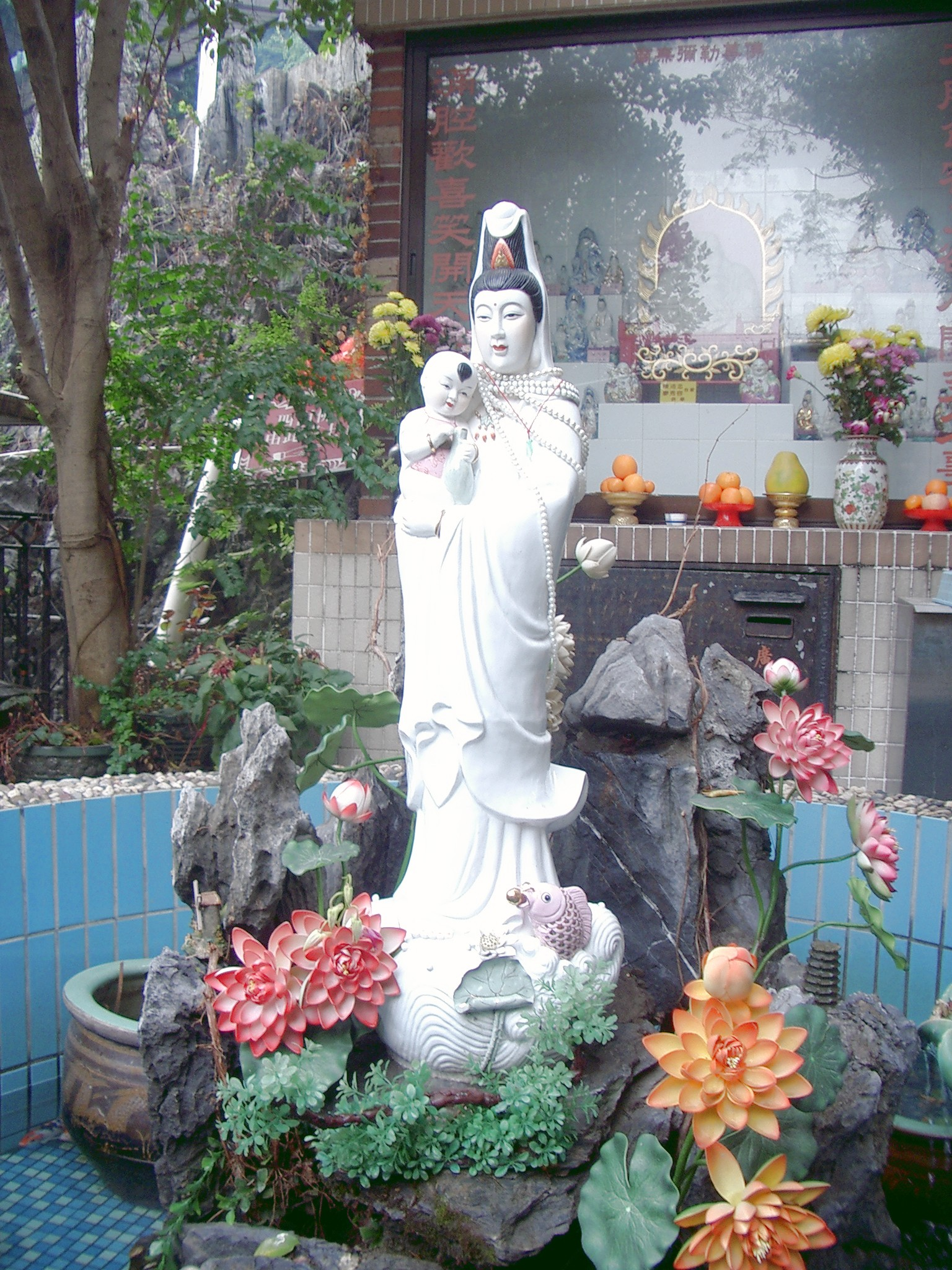
古巖淨苑的荷花池塘裡的送子觀音
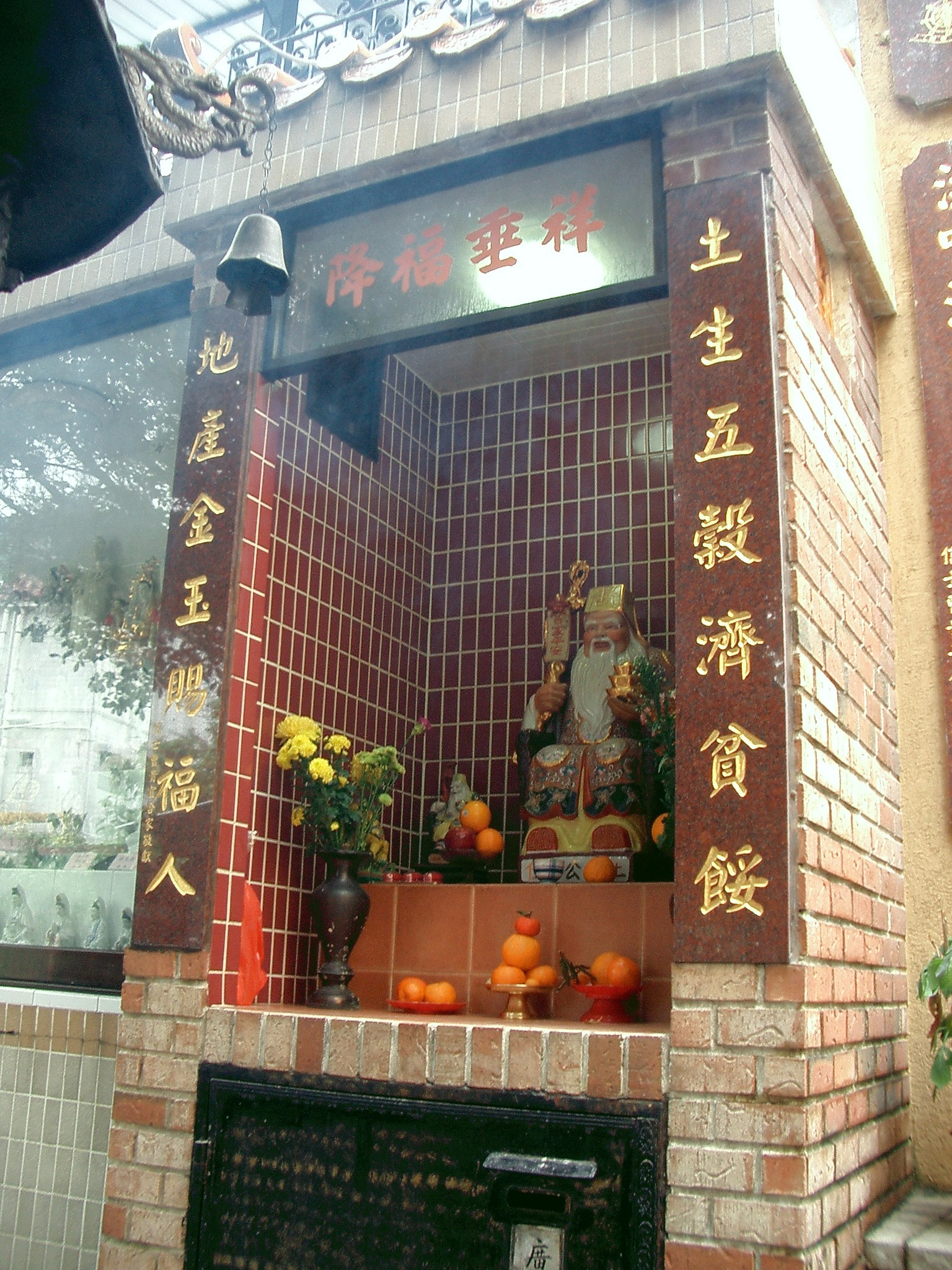
古巖淨苑的土地神
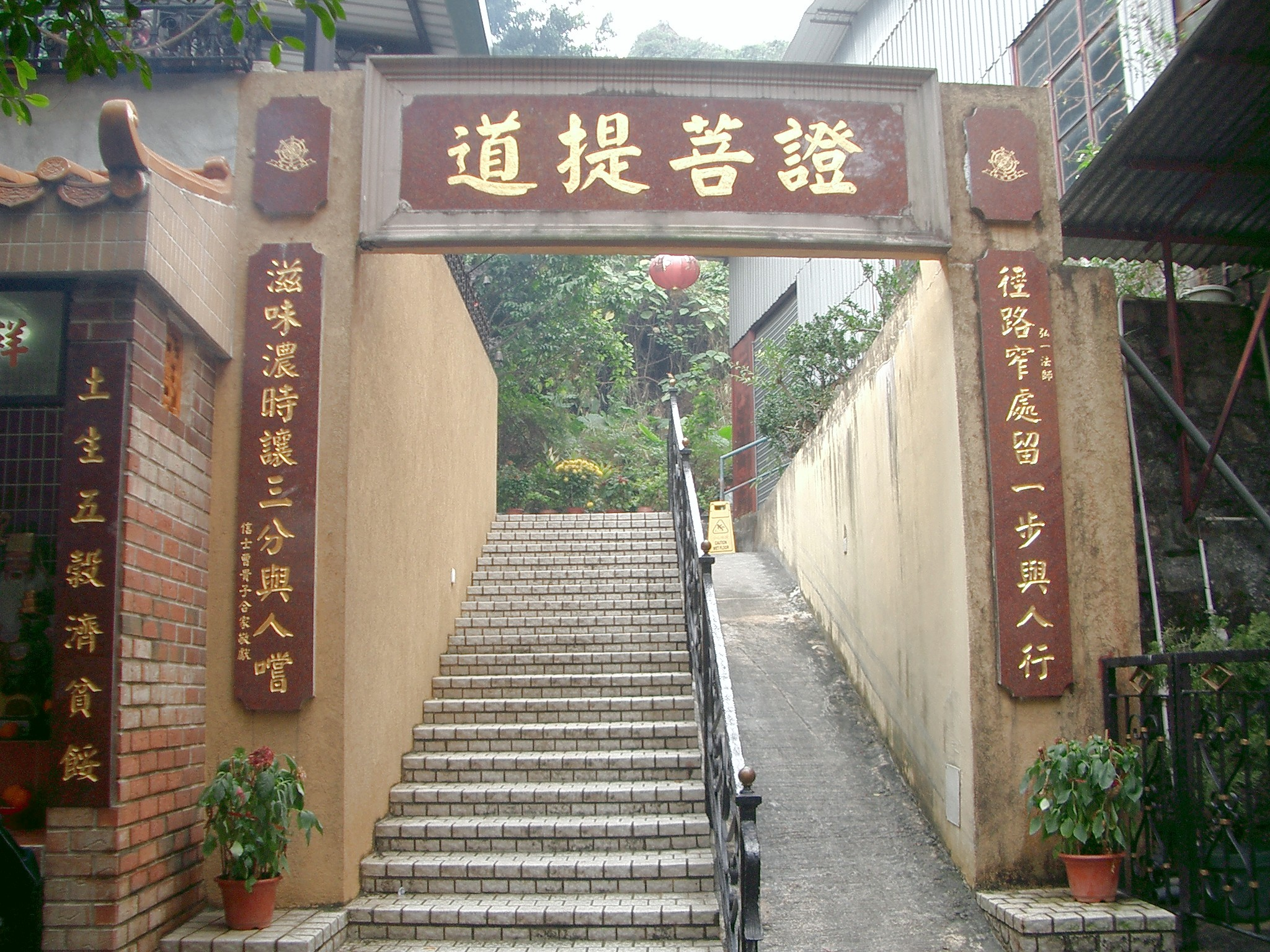
古巖淨苑的證菩提道（山徑）
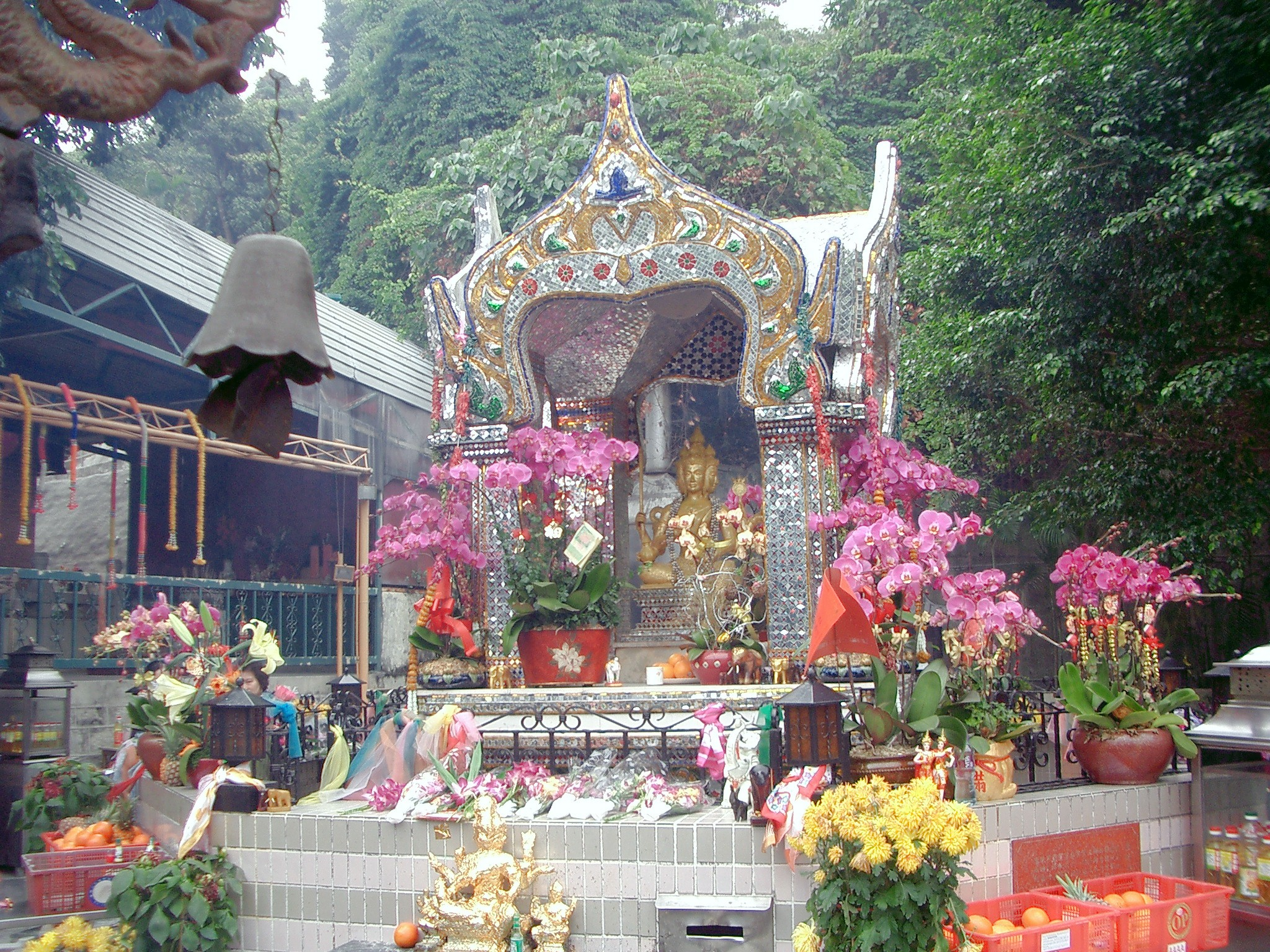
古巖淨苑是香港首次供奉的四面佛
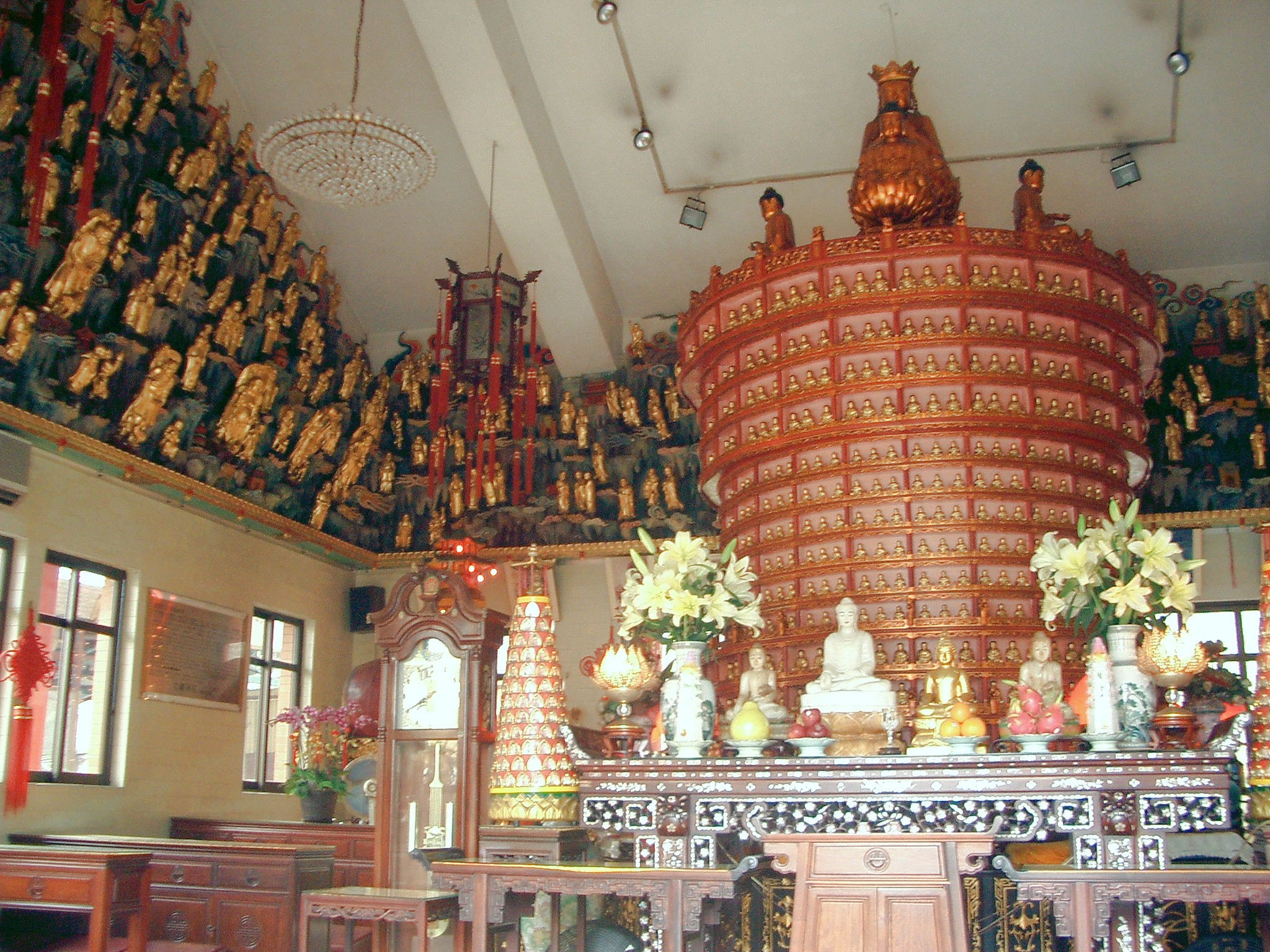
古巖淨苑的『千佛寶殿』

## 外部連結
- 古巖淨苑的照片集
- 香港廟宇寺院：古巖淨苑 （页面存档备份，存于）